# HMS Furious (47)
HMS Furious var en slagkryssare byggd för Storbritanniens örlogsflotta Royal Navy under första världskriget. Det var mycket lätt bepansrat och var endast avsett att bära två kanoner - en placerad i fören och den andra i aktern. Efter att ha varit i bruk i ett antal år modifierades Furious till ett hangarfartyg. Då tog man bort det främre tornet och byggde till ett flygdäck i dess ställe, som krävde att flygplanen gjorde en manöver runt överbyggnaden för att kunna landa. Senare avlägsnade man även aktertornet och installerade en andra landningsbana bakom överbyggnaden. Den andra banan var dock undermålig och orsakade stora problem för landande plan på grund av turbulens. Efter första världskrigets slut togs fartyget som hastigast ur bruk innan man gjorde en påkostad ombyggnad och installerade ett fullvärdigt flygdäck 1925.
Under Andra världskrigets senare del användes Furious för en rad attacker på tyska slagskepp i norska vatten. Dock var fartyget gammalt och slitet vid det här laget och placerades i reserven i september 1944. Efter krigets slut skrotades Furious 1948 och skrotdelarna såldes styckvis.